# سینمای آفریقای شرقی
سینمای آفریقای شرقی به صنعت فیلم‌سازی در کشورهای جیبوتی، کنیا، سومالی و اوگاندا، بدنه سینمایی این کشورها، جشنواره‌های سینمایی و فیلم‌های تولید مشترک در این سرزمین‌ها اشاره دارد.
سینمای آفریقای شرقی بخشی از سینمای آفریقا محسوب می‌شود که خود، زیرمجموعه سینمای جهان است؛ اصطلاحی که در دنیای انگلیسی‌زبان، به هر فیلمی که زبانی غیر از انگلیسی دارد گفته می‌شود.
در بین مناطق آفریقایی، سینمای آفریقای شرقی بدلایل سیاسی شامل جنگ‌های‌داخلی و کودتاهای فراوان که منجر به بی‌ثباتی دولت مرکزی شده خردترین و کمترین وضعیت تولید فیلم را دارد.